# 신국 (일본)
신국(神國) 또는 신주(神州)는 '신들의 나라'라는 뜻으로 주로 일본이 자국을 일컫는 데 사용해 왔다. 대표적인 표현으로는 신주불멸(일본어: 神州不滅→'신의 나라인 일본은 절대로 멸망하지 않는다')로 일본 제국 당시에 침략전쟁의 정당화를 위한 정치적 선동구호로 사용되었다.

## 같이 보기
- 일본의 전쟁 범죄
- 일본의 우익 단체
- 일억옥쇄
- 팔굉일우
- 황국사관
- 내선일체
- 대동아공영권